# Карл Йоахим (Фюрстенберг-Щюлинген)
Карл Йоахим Алойс Франц де Паула фон Фюрстенберг-Щюлинген (на немски: Karl Joachim Aloys Franz von Paula zu Fürstenberg-Stühlingen, 4. (8.) Fürst zu Fürstenberg; * 31 март 1771, Донауешинген; † 17 май 1804, Донауешинген) е 4. или 8. княз на Княжество Фюрстенберг (1796 – 1804).

## Живот
Той е най-малкият син на 2. княз Йозеф Венцел фон Фюрстенберг-Щюлинген (1728 – 1783) и съпругата му графиня Мария Йозефа фон Валдбург-Траухбург (1731 – 1782), дъщеря на граф Ханс Ернст II фон Валдбург-Траухбург (1695 – 1737) и Мария Терезия фон Валдбург-Волфег (1702 – 1755). По-големият му брат Йозеф Мария фон Фюрстенберг-Щюлинген (1758 – 1796) е седмият княз на Фюрстенберг (1783 – 1796).
През 1787 г. Карл Йоахим завършва образованието си и пътува дълго през Белгия, Холандия и Англия, придружаван от Йозеф Клайзер фон Клайшайм (1760 – 1830).
На 11 януари 1796 г. във Виена той се жени за ландграфиня Каролина София фон Фюрстенберг (* 20 август 1777; † 25 февруари 1846), дъщеря на ландграф Йоахим Егон фон Фюрстенберг-Вайтра (1749 – 1828) и графиня София Терезия фон Йотинген-Валерщайн (1751 – 1835). Бракът е бездетен. Същата година Карл Йоахим наследява умрелия си бездетен брат Йозеф Мария и става осмият управляващ княз на Фюрстенберг.
Карл Йоахим умира на 33 години на 17 май 1804 г. в Донауешинген. Цялото наследство отива на Карл Егон II от бохемската линия на род Фюрстенберг.